# Кивиярви (озеро, Лоймольское сельское поселение, южное)
Ки́вия́рви (Киви-лампи; фин. Kivijärvi) — озеро на территории Лоймольского сельского поселения Суоярвского района Республики Карелия.

## Общие сведения
Площадь озера — 0,6 км². Располагается на высоте 78,0 метров над уровнем моря.
Форма озера лопастная. Берега каменисто-песчаные, местами заболоченные.
С севера в озеро втекает река Умасоя, которая, протекая через озеро Куопесярви, принимает название Куопесоя и далее, протекая озеро Сяксъярви, уже течёт под названием Уомасоя, после чего уже впадает в реку Уксунйоки.
С запада в озеро втекает безымянный ручей, несущий воды из озёр Котаярви и Руокоярви.
В озере четыре острова различной площади.
Населённые пункты возле озера отсутствуют. Ближайший — посёлок Кясняселькя — расположен в 11,5 км к юго-востоку от озера.
Название озера переводится с финского языка как «каменное озеро».
Код объекта в государственном водном реестре — 01040300211102000013988.